# Pojken och vargen

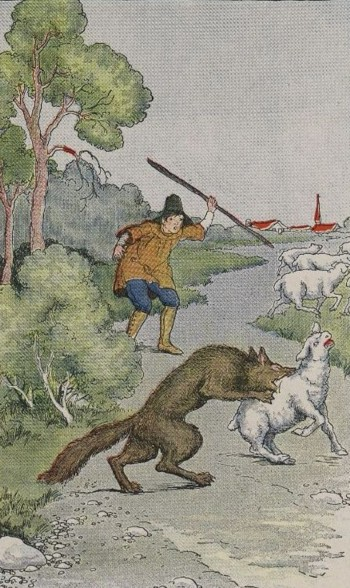
Pojken och vargen av Milo Winter (1919).

Pojken och vargen är en fabel som tillskrivs Aisopos.
Pojken i berättelsen är en ung, uttråkad fåraherde, som för underhållnings skull ropar att ”vargen kommer!” Ortsborna kommer gång på gång för att rädda honom och fåren, men inser snart att de ödslar sin tid. När så vargen dyker upp på riktigt är det ingen som hjälper pojken, och vargen tar fåren. I vissa versioner faller även pojken själv offer för vargen.
Sensmoralen är att den som ljuger till slut inte blir trodd ens när han talar sanning. Fabeln har givit upphov till uttrycket "att ropa varg", som återfinns i flera språk med betydelsen att ge falskt larm eller kalla på uppmärksamhet för petitesser och därmed riskera att inte bli trodd när något allvarligt verkligen sker.